# Filipa Flanderská
Filipa Flanderská (nizozemsky Filippa van Vlaanderen, 1287? – 1306) byla dcera flanderského hraběte Víta z Dampierre. Místo plánovaného sňatku s anglickým princem strávila zbytek svého nedlouhého života nuceným pobytem na dvoře francouzského krále Filipa IV.

## Život
Narodila se jako dcera Víta z Dampierre a jeho druhé choti Isabely, dcery Jindřicha V. Lucemburského. Ve snaze zachovat autonomii Flander hledal její otec podporu u anglického královského domu, roku 1293 uzavřel s anglickým králem Eduardem I. dohodu o sňatku Filipy s anglickým následníkem. Tzv. smlouva z Lierre byla zpečetěna v létě 1294 a Vít z Dampierre jejím podpisem změnil osud své dcery i celých Flander. V září téhož roku seznámil se svými plány francouzského krále Filipa IV., svého lenního pána. Následovalo zatčení a do vězení zároveň s otcem byli vsazeni i dva synové. Na svobodu se dostali výměnou za Filipu, kterou francouzský král požadoval.
Na počátku roku 1297 Vít z Dampierre uzavřel spojenectví s Eduardem I. a vypověděl lenní slib francouzskému králi. V bitvě u Furnes byli Dampierrové poraženi. Za zprostředkování papežských legátů bylo uzavřeno tříleté příměří. Na jaře 1298 se znepřátelené strany sešly v Římě. Své zástupce vyslal francouzský král i král anglický. Flanderský hrabě vyslal své dva syny. Papež Bonifác VIII. úspěšně usmířil oba krále a dohodl sňatky mezi jejich rodinami. Vít z Dampierre zůstal zcela osamocen, opuštěn všemi spojenci a Filipino místo po boku anglického prince zaujala francouzská princezna Isabela. Nebohá Filipa zůstala na kapetovském dvoře až do své smrti roku 1306.